# Завелье (озеро)
Заве́лье (устар. Сельно; бел. Завелле) — озеро на территории Полоцкого района в Витебской области Белоруссии. Находится около деревни Тиновка в 16 км к северо-западу от Полоцка. Относится к бассейну Дохнарки, впадающей в Дриссу, приток Западной Двины.
Озеро Завелье располагается на высоте 140,5 м над уровнем моря в Боровухском сельсовете на северо-западе Полоцкого района. Котловина лопастной формы, вытянута в меридиональном направлении. Площадь озера составляет 33 га. Длина — 1,36 км, наибольшая ширина — 0,42 км. Береговая линия длиной 4,01 км, с удлинёнными заливами. Максимальная глубина — 9,5 м, средняя — 4,16 м. Объём воды в озере — 1,37 млн м³. Есть два острова. Площадь водосборного бассейна — 2,25 км².